# الحشرات في الثقافة

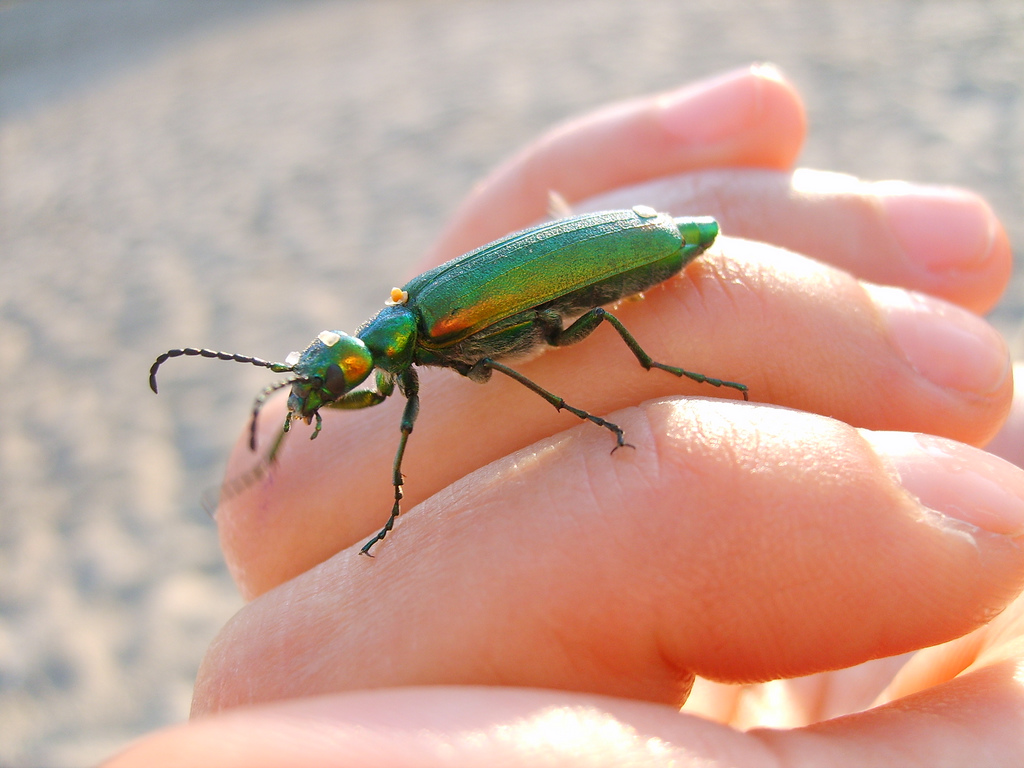
الذبابة الإسبانية "Lytta vesicatoria"

الحشرات هي أكبر مجموعة من الكائنات الحية على سطح الأرض، فهي تضم أكثر من مليون صنف مكتشف، وهناك مئات الاف بل ملايين الأصناف الأخرى غير المكتشفة إلى الآن، كما تشير الدراسات إلى انقراض عشرات ملايين الأصناف من الحشرات الزاحفة والطائرة قبل اكتشافها، وتنتمي الحشرات إلى فصيلة سداسية الارجل، وهي موجودة في كل مكان على كوكب الأرض، وأهم الأماكن التي تتواجد فيها هي تلك التي تحتك فيها مع الإنسان سواء في المنزل أو البيئة المحيطة به، وبناء على علاقتها بالإنسان وبيئته يتم تصنيف الحشرات إلى حشرات نافعة وأخرى ضارة.
الحشرات النافعة مصطلح يطلق على الحشرات التي تكون نافعة وتقدم بعض الخدمات المفيدة للإنسان ولا تسبّب أي ضرر أو أذى له بطريقة مباشرة أو غير مباشرة، ومن الأمثلة عليها دودة القز والتي تقوم بإنتاج الحرير والذي يستخدمه الأنسان في صنع الملابس، والنحل الذي يقوم بإنتاج العسل المفيد للإنسان، بالإضافة إلى العديد من الحشرات التي تقوم بتحسين التربة وإبادة بعض أنواع الحشرات الضارّة وغيرها من المنافع التي تقدمها الحشرات النافعة للإنسان.
أما الحشرات الضارّة فهو مصطلح يطلق على الحشرات التي تسبّب ضرراً للإنسان وتشّكل في كثير من الأحيان مكرهة صحيّة، مثل البرغوث حيث يعتبر ناقلاً لأمراض خطيرة مثل مرض الطاعون ومرض التيفوس، والدبابير التي تشكل خطراً على الإنسان وبعض أنواع النحل، وغيرها من الحشرات الضارة مثل الذباب والقمل والبق والصراصير.
هناك بعض أنواع الحشرات السامة التي يمكن أن تؤدي إلى وفاة الشخص الذي يصاب إمّا بلدغة أو لسعة منها مثل الدبابير النوع السام والذي يسبب صدمة يمكن أن تؤدّي إلى الوفاة، العقارب حيث يحتوي الذيل على السم المميت، العنكبوت المنعزل والذي يبقى في الظلام حيث يقوم بلدغ الضحية بالسم مسبباً الوفاة، الأرملة السوداء وهي حشرة ذات لون أسود تقوم بلدغ الضحية بالسم مسببة الوفاة وغيرها من الحشرات السامة مثل نمل النار والنحل الإفريقي والبقة المقبلة.
الحشرات اما زاحفة أو طائرة وقد تحفر الأرض لتبنى بيوت لها وقد تلجأ إلى النباتات واغصان الشجر، ومعظم الحشرات تعيش في اسراب أو جماعات تتخذ من مكان واحد مسكنا لها، لكن هذا لا يمنع من وجود بعض الحشرات التي تفضل العيش منفردة، ويمكن ان تصل اعداد الحشرات في بعض الأسرب إلى عشرات الملايين وهو السبب الذي يجعل تأثيرها كبيرا.

## أهمية الحشرات في المجالات المختلفة
في الطب

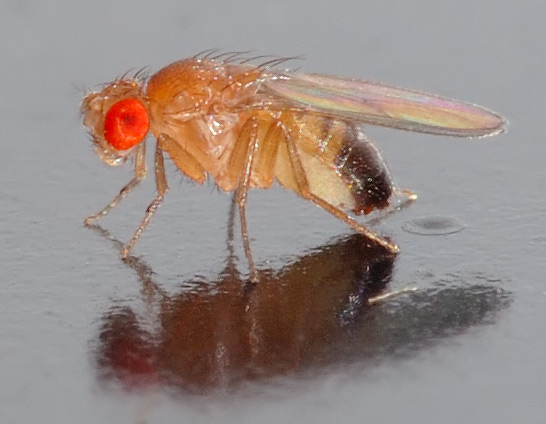
ذبابة فاكهة شائعة هي واحدة من الكائنات الحية النموذجية الأكثر استخدامًا في الأبحاث البيولوجية.

خرجت العديد من الأبحاث الدولية والمحلية تؤكد على فعالية بعض المواد المستخرجة من حشرات بعينها في علاج بعض الأمراض بل أمكن استخراج  مضادات حيوية منها فمثلاً هناك نوع من الخنافس لديها مادة تساعد على علاج  سرطان البنكرياس والعناكب أيضا يستخرج منها علاج للذبحة الصدرية وفي  لعاب النمل مواد تساعد على تنشيط الدورة اليومية وذبابة الفاكهة تحوي الكثير من الأسرار التي ستؤخر بالشيخوخة.
استخدام الحشرات في العلاج له تاريخ طويل فعلى سبيل المثال الفراعنة هم أول من استخدموا  حشرة الدبور للسع مكان الورم عند الإنسان لإزالة الاحتقان والتخفيف منه  حيث ينتج مواد كيماوية تساهم في إضعاف اعراض المرض كما استخدموا الثعابين والعقارب لإنتاج أمصال كيماوية لمعالجة آثار لدغاتها هذا بالإضافة إلى استخلاص بعض المواد العلاجية من أنثي العنكبوت لمعالجة الذبحة الصدرية كما تستخدم حشرة العلقة لمنع تخثر الدم وكل هذه الحشرات يتم استخراج الأدوية منها في صورة مضادات حيوية وأمصال لمعالجة هذه الأمراض. عرف لدى العرب قديماً استخدام دودة «العلق» لعلاج ضغط الدم المرتفع، والامر لا يقتصر على التراث العربي بل إن استخدام العلاج بالحشرات موجود لدى الغرب أيضاً قديماً وحديثاً وهناك استخدام ما يسمى ب "black widow" أو الأرملة السوداء وهي أنثى العنكبوت ضمن جزء من علاج أشمل يسمى «الهوميوباثي» وهو علاج يعتمد على نظرية «داوني بالتي كانت هي الداء» أي استخدام المادة المسببة للمرض في التخلص من المرض وهو أسلوب نشأ في أوروبا القديمة وأعيد اكتشافه مرة أخرى في العصر الحديث لدرجة أنه توجد في لندن كلية خاصة بهذا العلاج منذ منتصف القرن العشرين. وعلى سبيل المثال تستخلص بعض مواد علاجية للذبحة الصدرية من أنثى العنكبوت حيث وجد العلماء أنها تفرز سماً يؤدي عند دخوله للجسم إلى ضيق حاد في الشرايين التاجية للقلب ينتج عنه آلام مبرحة تعرف بالذبحة الصدرية ولكن مناط العجب أنهم وجدوا عند تخفيف هذا السم لدرجة كبيرة أنه يشفي من آلام الذبحة الصدرية أي أنه سم وترياق في آن واحد، ورغم كل هذه الفوائد التي اثبتتها الابحاث والتجارب الا اننى احذر من الانسياق العشوائي وراء كل ما يثار حول العلاج بالحشرات لأن هناك حالات تم علاجها بشكل عشوائي ونتج عنها مضاعفات خطيرة فقد عولجت إحدى السيدات من مرض كبدي بشكل سيئ عن طريق قرص النحل وكان من نتيجة ذلك وفاتها وبالتالي لابد من تقنين استخدام هذه الأبحاث ومراعاة القواعد العلمية في تحري الدقة العلاجية.
هناك العديد من الأبحاث التي يتم إجراؤها على الحشرات لاستخلاص المواد  المفيدة والفعالة في مجال الدواء وعلى سبيل المثال هناك مادة تسمي “الفيكسين”  وتوجد في الأغشية الخارجية للحشرة حيث يستخرج منها مواد تدخل في  تركيبات بعض الأدوية كعلاج الأمراض الجلدية كما ان هناك بعض المواد التي تستخرج من معدة الحشرة تسمي “ميكروأريماتيتنزم” تحمي الحشرة من   الميكروبات يتم استخراجها في تصنيع بعض المضادات الحيوية كم تم اكتشاف مادة لزجة أيضاً في بطن الخنفساء لها قدرة كبيرة على تدمير خلايا البنكرياس  السرطانية بنسبة 70% طبقاً للحالة المرضية وطبيعة انتشار هذه الأورام بها.
يتم استخلاص بعض المواد من الحشرات في  تصنيع الأدوية فعلى سبيل المثال النمل له فائدة كبرى فيما يعرف باللعاب الأيوتي الذي يقوم بإفرازه حيث يعمل على حرق الدهون بنسبة قد تصل إلى 90%  كما ان له فوائد عدة في استعادة حيوية الجسم وتنشيط الدورة الدموية وزيادة كرات الدم الحمراء كما تقوم بإنعاش الخلايا العصبية في أسفل الدماغ  وتمنح  الأوعية الدموية للإنسان قدرة عالية على مقاومة السموم وتخفيف العبء عن الكبد.
إن العلاج باستخدام الحشرات يبدو علاجاً غير مألوف لكن جرت العادة أن تستخرج بعض المواد الموجودة في الحشرات ويكون لها مثيل في جسم الإنسان في علاج بعض امراض الوراثة كما هو الحال في ذبابة الفاكهة أو الديدان الاسطوانية (النيماتودا)، فقد أمكن من خلال التتابع الوراثي لحشرة ذبابة الفاكهة التدخل في الجينات الخاصة لهذه الحشرة والمرتبطة بموت الخلية وشيخوختها وهو ما ساعد بدوره العلماء على النجاح في إطالة عمر الحشرة أربعة أضعاف عمرها الاعتيادي، ما اتاح إمكانية التفكير في تطبيق ذلك على الإنسان وهو ما يعد المعضلة الكبرى التي تشغل الباحثين الآن لإيقاف زحف الشيخوخة وإطالة عمر الإنسان استناداً إلى قانون التشابه في التتابع الوراثي بين الإنسان والحشرة. بالطبع كل ذلك يعد انتصارات علمية الا ان الامر يحتاج لحذر شديد خوفاً من الخطأ في بعض التداخلات العلاجية غير المقننة كما يشترط في أي دواء حشري للإنسان أن يتم تجريبه بشكل كامل على المراتب الأقل في الحيوانات والحشرات.
في الطب الشرعي
الذباب الأزرق
بدء علم الحشرات الجنائي في عام 1235 في الصين، عندما قام شخص بقتل مزارع صيني بمنجل، فقام زعيم القرية بطلب جميع المزارعين الذين لديهم مناجل ووضعها علي الأرض وسرعان ما ألتفت الحشرات الطائرة حول المنجل المستخدم في الجريمة، وهذه الحشرات الطائرة ه ي الذباب الأزرق. فبالرغم من أن القاتل قام بتنظيف المنجل جيداً ألا أن الذباب يستطيع شم رائحة دم القتيل الذي تغذي عليه الذباب الأزرق. تبدأ الحشرات حياتها بعد موت الكائن الحي ففي ثواني معدودة يظهر الذباب الأزرق الذي يقوم بوضع البيض داخل الجثة، ثُم يقوم بالتحويل إلى يرقات ثُم إلى دود أبيض صغير ثُم في خلال 10 أيام يتحول ألي ذباب أزرق المعروف بذباب البيوت. قد يتم تحديد وقت القتل بعمر حياه الحشرة عن طريق معرفة نوعها كيرقة أو دودة أو ذبابة وأيضاً عن طريق طولها ووزنها.
الخنافس
تقوم الخنافس بنفس الدور ولكنها تأتي بعد تعفن الجثة، وقد تقوم الحشرات بوضع بيضها في الأماكن المفتوحة من الجسم كالأنف والفم والأذن، وأيضاً لو تواجد جروح بالجثة، وتستخدم الخنافس في علم الطب الشرعي عن طريق تحديد إذا كان المتوفي توفي بنسبة مخدرات أم لا. الحشرات تقوم بعملها في تحديد موعد الجريمة والقاتل أذا تم الشك لأشخاص معينة توجدوا بالقرب من الجريمة فأن الذباب يتجمع حولهم ويتم معرفتهم حينها، كما أن الحشرات تساعد علي معرفة أذا تم تعذيب المتوفي قبل مقتله أم لا.
العناكب
العناكب لها دور في الطب الشرعى لكنها عناكب غير مرئية بالعين المجردة، وهو ما يسمى «بعلم عناكب الطب الشرعى». وتأتى العناكب على الموتى في آخر مرحلة بعد الذباب الأزرق والخنافس، وبوضع العناكب على الجثة يتم التعرف فورا على ميعاد الوفاة من جانبين أولهما فترة وصول العناكب للجثة بعد الذباب والخنافس والآخر على عمر العناكب على الجثة.
استخدام الحشرات كطعام (في التغذية)

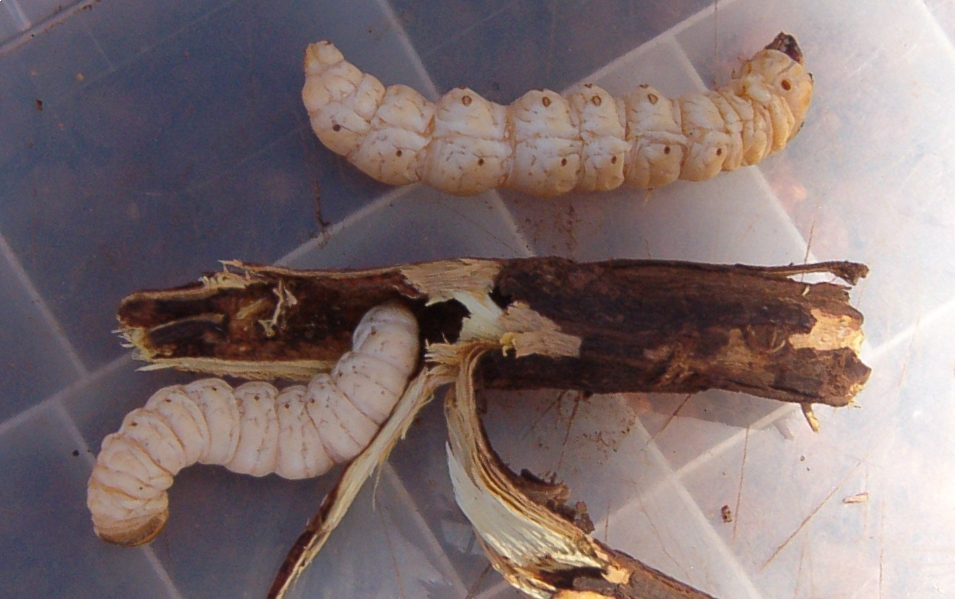
اُستخدمت هذه الحشرات كمصدر غذاءللأستراليون الأصليون

بينت نتائج دراسة جديدة بأن تناول بعض أنواع الحشرات قد يكون مفيدا لاحتوائه على قيمة غذائية عالية تماما مثل لحم البقر حيث صدرت وثيقة عن منظمة الأغذية والزراعة التابعة للأمم المتحدة عن الحشرات الصالحة للإستهلاك، ويقدر التقرير بأن حوالي ملياري شخص يشمل نظامهم الغذائي الحشرات. حيث يتم إستهلاك 1900 نوع من الحشرات على الصعيد العالمي. وكانت هذه الحشرات الأكثر إستهلاكا: الخنافس 31% ، اليسروع 18% ، النحل، الدبابير والنمل 14% وبالاستناد إلى البحوث التي أجرتها المنظمة بالاشتراك مع جامعة «فاغننغين» الهولندية، فثمة أكثر من 1900 نوع حشري يُستهلك فعليا كغذاء من قبل البشر في جميع أنحاء العالم.
يملك العديد من الحشرات كميات مرتفعة من البروتين والدهون الجيّدة والكلسيوم والحديد والزنك. وعلى سبيل المثال يحتوي اللحم البقري على ستة ملليغرامات من الحديد لكلّ 100 غرام من الوزن الجاف، فيما يتراوح المحتوى الحديدي للجراد بين ثمانية و20 ملليغرام لكلّ 100 غرام من الوزن الجاف، حسب خصائص النوع ونوعية الغذاء الذي تقتات عليه الحشرة. وتأتي الحشرات بين الموارد الرئيسية المتوافرة بسهولة في الغابات، كمصدر غذائي غني بالبروتين. وهي تشكل جزءا في الحمية التقليدية لما لا يقل عن ملياري شخص في جميع أنحاء العالم.
في دعم الاقتصاد الوطني والعالمي

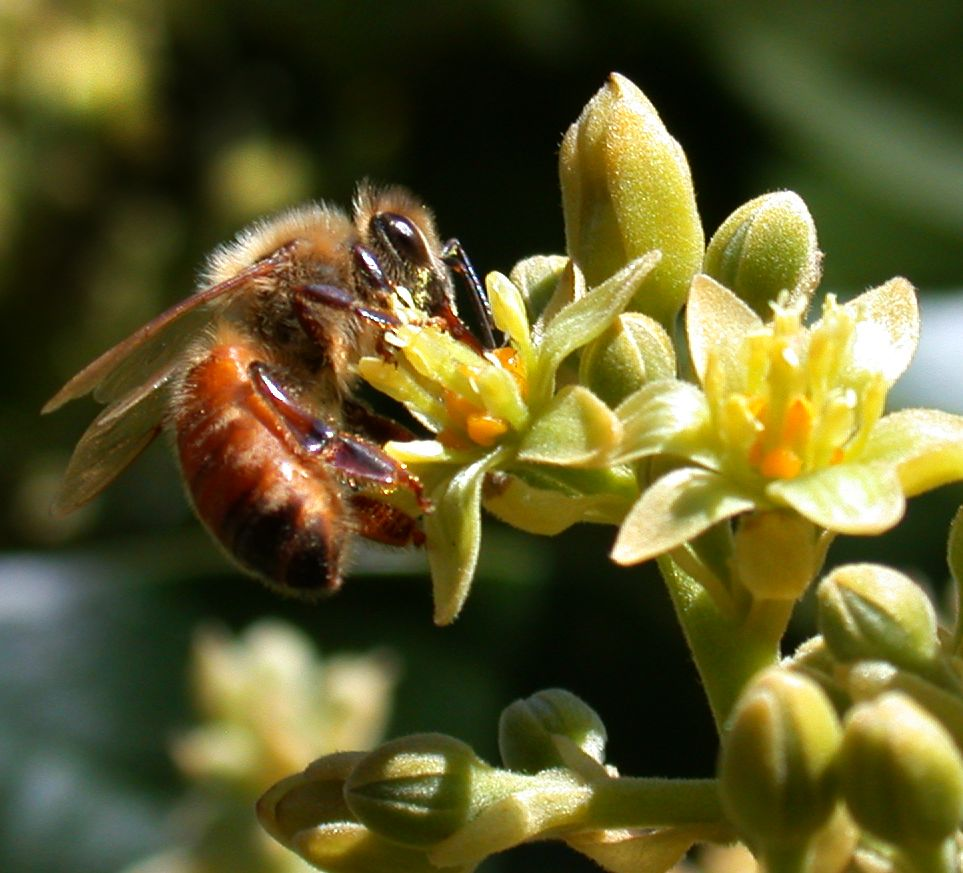
تقوم نحلة بتلقيح ثمرة الأفوكادو.

يعتقد الباحثان ميس فوغان من جمعية زيرسيس لحماية اللافقاريات، وجون لوزي من جامعة كورنيلا اللذان نشرا نتائج دراستهما في العدد الحالي من مجلة بيوسيانس (BioScience) أن 57 مليار دولار هو تقدير متحفظ لقيمة الخدمات التي تؤديها الحشرات البرية، ويقول الباحثان إن التحليل لا يأخذ بالاعتبار سوى العمليات الاقتصادية التي تتوافر حولها معطيات صلبة، وتنسب مباشرة إلى تلك الحشرات. واهتم فوغان ولوزي بأربع عمليات تقوم بها الحشرات: التخلص من الفضلات (الروث)، والسيطرة على آفات وطفيليات المحاصيل، وتلقيح النبات، وتغذية الحيوانات البرية كالطيور. واستثني من التحليل الخدمات التي تنتجها حشرات يتم تربيتها في المزارع مثل النحل. ولكن لو تم تقدير قيمة خدمات كافة أنواع الحشرات فستكون مئات المليارات من الدولارات، برأي الباحثين. لكن أكبر مساهمات الحشرات بلا منافس هي دورها كغذاء للطيور والحيوانات البرية والأسماك وبتقدير اقتصاديات صناعة الرحلات والمخيمات المتصلة بصيد الحيوانات البرية والأسماك ومتابعة الطيور البرية، من حيث اعتماد أنواع حيوانات الصيد في غذائها على الحشرات، سنجد أن هذه الصناعة ستتقلص بنحو 50 مليار دولار سنويا بدون مساهمة الحشرات البرية. كذلك، تنقذ الحشرات البرية المزارعين من خسائر سنوية تقدر بنحو 4.5 مليارات دولار عندما تقوم بالتهام طفيليات مؤذية لعشرات المحاصيل المختلفة، إضافة إلى 3 مليارات دولار لقيامها بتلقيح العديد من أشجار الفاكهة والخضروات. وأكثر المساهمات تواضعا تقدمها خنافس الفضلات وتقدر بنحو 380 مليون دولار، فهي تتكفل بإبعاد طفيليات الذباب عن روث الأبقار، مما ينقذ قطيعها مرتفع الثمن من الإصابة بالالتهابات.
الحشرت في العلم والتكنولوجيا
على مر التاريخ تبيّن أن تفضيل الأجهزة الصغيرة ذات البرامج السريعة على الأجهزة الكبيرة هو النمط السائد في التطور التكنولوجي. وما زال هذا النمط سارياً إلى يومنا هذا فنجد أننا نفضل «الصغير الذكي» على «الكبير غير المجدي». ولذلك فليس بغريب أن نجد نقطة تلاقي بين الحشرات والتقنيين على غرار العلماء العاملين في جامعة هارفارد على سبيل المثال.  في العام 2016، خصصت جامعة هارفارد وحدة لتطوير «الروبوبيز» RoboBees وهي طائرات من دون طيار مصممة لتعمل كالنحل يبلغ حجمها نصف حجم دبوس الورق، أما وزنها فيبلغ أقل من عُشر الغرام، وهي تطير باستخدام عضلات اصطناعية. لهذه الروبوتات عدة استخدامات منها التلقيح والتتبع البيئي والحراري إضافة إلى المساهمة في مهمات البحث والإنقاذ. أما التقنيين الذين يسعون إلى الطيران مثل آدرين برويد، الشريك المؤسس لشركة «فلايابيليتي» Flyability فيمكن أن تكون الحشرات مصدر إلهام لهم أيضاً. خلال مراقبة برويد للذباب في منزله وجد أن لهذه الكائنات قدرة هائلة في جسّ وتجاوز العقبات ومقاومة الصدمات ما يجعل ملاحقتها في المنزل أمراً عسيراً. ألهم تكيّف هذه الحشرات برويد لأن يستعير بعض الخصائص في تصميم طائرة من دون طيار سميت فيما بعد «إيليوس» Elios وهي مُخصصة لاستكشاف الأماكن المغلقة التي يصعب النفاذ إليها. في العام 2015، حصدت «فلايابيليتي» مليون دولار بعد أن حلّت في المركز الأول ضمن الفئة الدولية في «مسابقة الإمارات للطائرات بدون طيار لخدمة الإنسان».
تستطيع بعض الحشرات المشي على السقف أو تسلق زجاج النوافذ بسهولة ودون السقوط. هذه المزايا أثارت اهتمام فريق من علماء الأحياء في جامعة توبينغن الألمانية. وقد فحص العلماء أنواعاً من الخنافس والحشرات الأخرى واكتشفوا أن الحشرات تفرز غراء لاصقاً يمتاز بقابليته للعزل وأنه لا يترك آثاراً يمكن للعين مشاهدتها. وهم يسعون الآن لتسخير هذا الغراء في خدمة الإنسان والتكنولوجيا.. يقوم كريستيان شميدت ويوليوس براون، الطالبان في معهد التطور وعلم البيئة، بإجراء أبحاث على غراء الحشرات. ويقول شميدت «ليس سهلاً استخراج أسرار من الطبيعة» ويجب أولاً العثور على الحشرات المناسبة. ومن أقدر الحشرات على تسلق الأسطح الملساء الخنفساء التايلاندية وجراد الصحراء وخنفساء مدغشقر. كما يُجري الباحثان تجاربهم على نوعين من الخنافس يشبه شكلهما شكل النحل ويطلق عليهما لقب «حفار القبور». وهما قادران بأرجلهما اللاصقة على تسلق مختلف أنواع الأسطح مهما كانت ملساء أو مبلولة. كما يمكن إزالة هذا الصمغ وإعادة لصقه مراراً وتكراراً دون أن يفقد شيئاً من قدراته اللاصقة. ويمتاز صمغ هذه الحشرات عن الصمغ الاصطناعي بقدرته على البقاء سائلاً لمدة طويلة قبل أن يجف ويصبح غير قابل للاستعمال.
إنتاج الحرير (دودة القز)

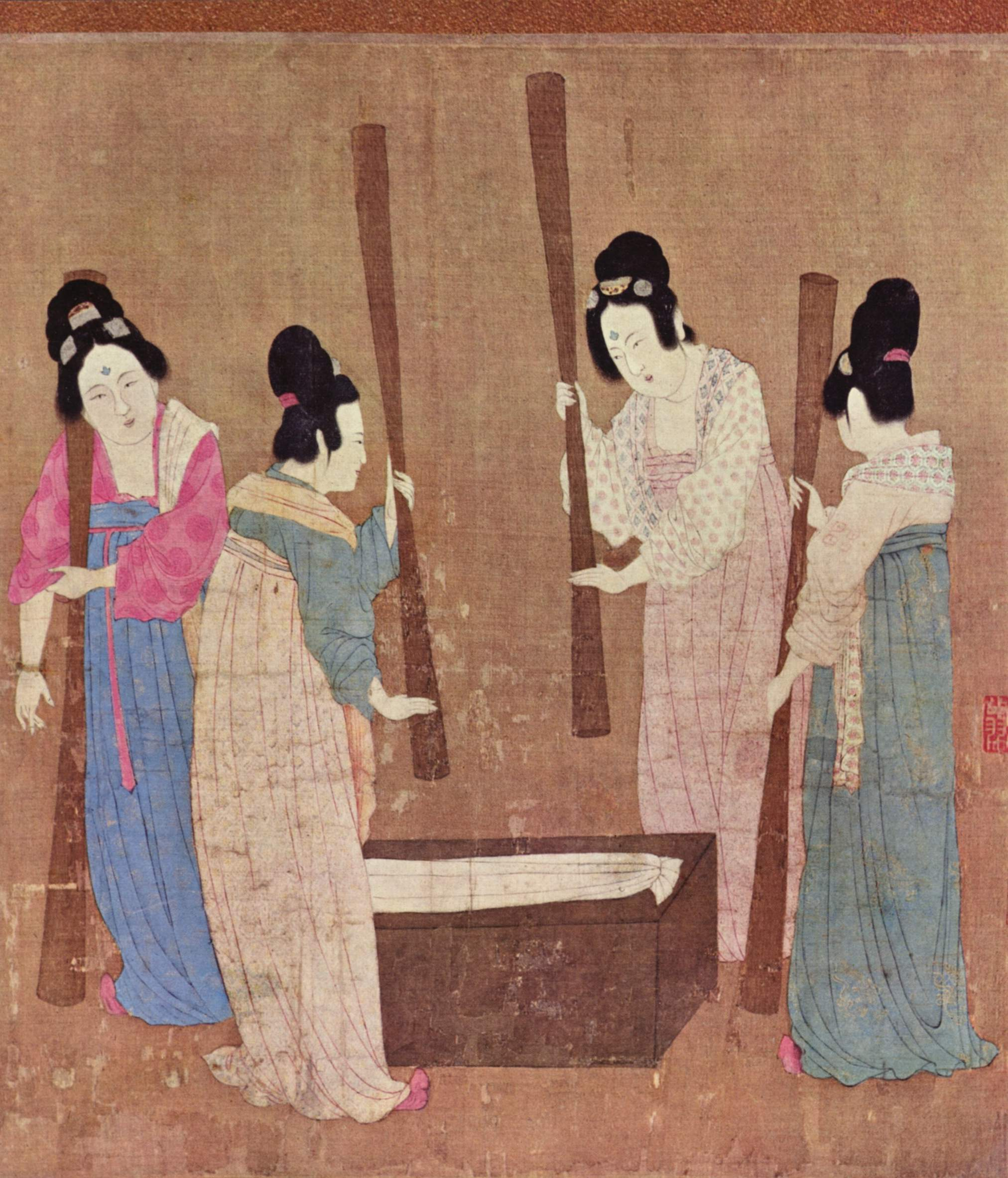
سيدات المحكمة يستعدن الحرير المنسوج حديثا، سلالة سونغ الحاكمة، 1100–1133

تبدأ دودة القز في إنتاج الحرير بعد حوالي ستة أسابيع تتوقف دودة القز عن الطعام وتبدأ في نسج الشرانق. ويبلغ طول النسيج الواحد الذي يكوّن الشرنقة من 300 إلى 900 متر. ثم تصبح دودة القز خاملة لمدة تصل إلى حوالي أسبوعين. وإذا ما تركت لاستكمال فترة الخمول، فإنها تصبح فراشة بالغة. وعند إنتاج الحرير لأغراض تجارية يسمح لعدد كاف من الفراشات البالغة فقط أن تخرج من الشرنقة لضمان استمرار النوع؛ لأنها أثناء خروجها من الشرنقة تحطمها بحيث لا يصبح لها أي استخدام تجاري.
ويتم استخدام الحرير الذي تنتجة دودة القز في صناعة المنسوجات الفاخرة، والمطرّزات، والخيوط الجراحيّة، ومظلاّت الطائرات، وهو سائل لزج تفرزه دودة القز، ثم يتصلّب بملامسة الهواء ويصبح خيط الحرير المعروف، أما عن أنواع الحرير الذي تنتجه دودة القز فهناك عدة أنواع وهم أولا الحرير البرى والذي يسمى بالتوسة ويستخرج من دود الحرير الذي يتغذى بأوراق البلوط، وتنمو هذه الديدان إلى أحجام كبيرة خصوصًا في الصين والهند، ويصعب تبييض حرير التوسة لأن لونه الطبيعي بني أو أصفر غامق، كما أنه أقل لمعانًا من الحرير الطبيعي، ويستخدم حرير التوسة نسيج حشو في المنسوجات، وهناك أيضا الحرير الزروع  والذي ينتج من دود الحرير الذي يربى على ورق التوت، ويمكن غالبًا استزراع الحرير بصورة تجارية، وتنتج معظم أنواع الحرير الفاخر.
في التجميل
عند الرغبة في إضفاء اللون الأحمر الجميل على مستحضرات التجميل، يقوم الصناع باستخدام قشور حشرة الخنفساء لكن بعد تحضيرها كما يلي: تجفيف قشور الخنفساء ثم طحنها لتصبح مسحوقاً ثم نقعها في الماء الساخن أو استخدامها على خامات تلك المستحضرات لما لهذه الخامة من لون قرمزي قوي وعميق يستخدمه صناع التجميل في المستحضرات التالية: كريمات البشرة، أحمر الشفاه وغيرها من المستحضرات.

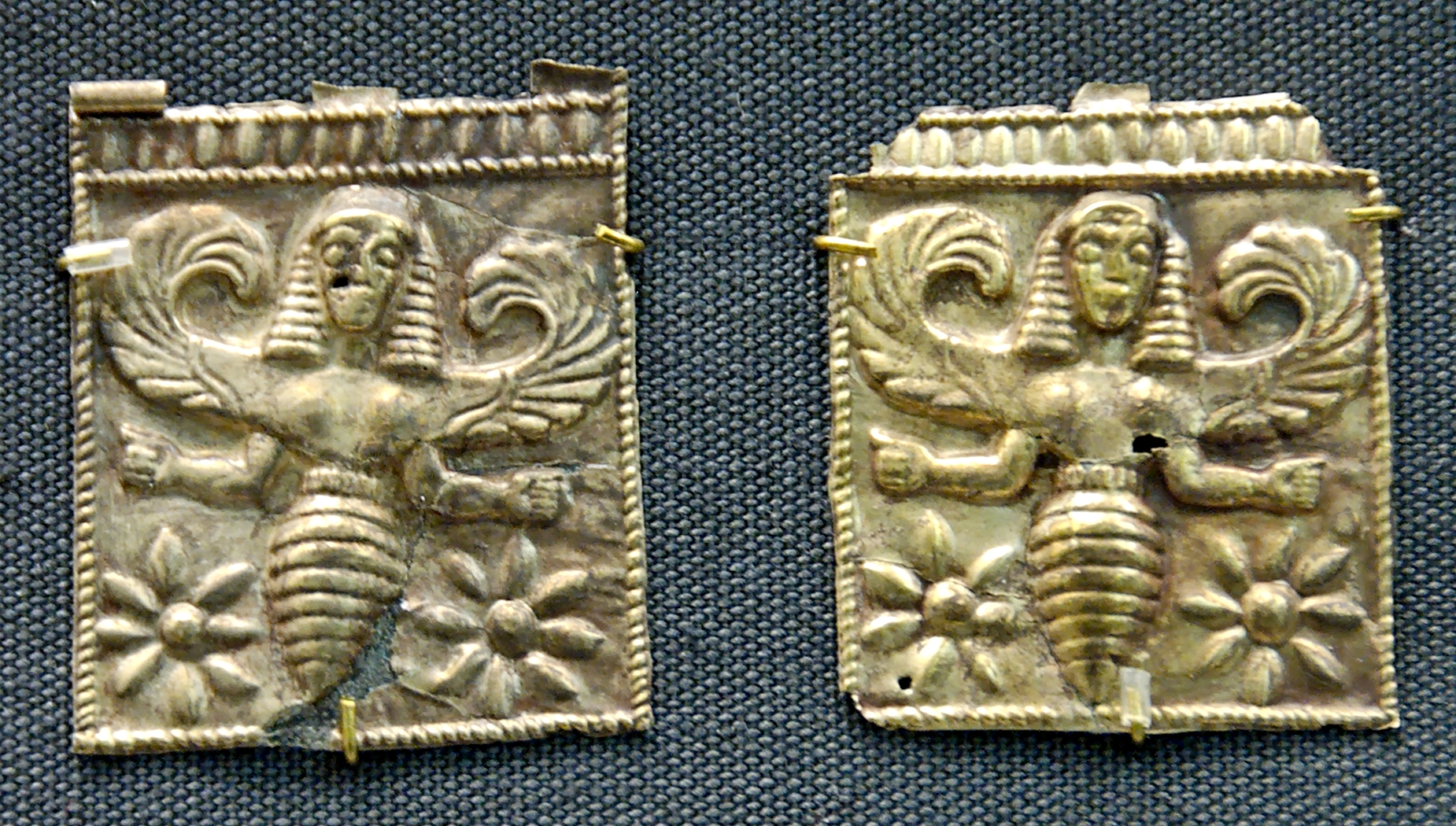
اللويحات الذهبية المنقوشة بآلهة النحل المجنحة، وجدت في القرن السابع قبل الميلاد.

حققت خبيرة التجميل المعروفة باسم "بوترفلاي ياسمين" شهرة واسعة في مختلف دول العالم، بفضل إدخالها تقنية جديدة في مجال تجميل العين، إذ اعتمدت على الحشرات الميتة، وذلك وفقًا لما ذكره موقع "skynews"، نقلا عن موقع "لوفين مانشستر". وكسرت فنانة التجميل القواعد المتعارف عليها في عملية تجميل العين والمناطق المحيطة بها، إذ اعتمدت على الحشرات، لإظهار عين المرأة بمنظر مختلف وغير مألوف. واستخدمت "ياسمين" التي تعيش في كاليفورنيا، أنواعا مختلفة من رسومات الحشرات الميتة، مثل الخنافس والفراشات والعناكب. كما نصحت "ياسمين" النساء اللواتي يرغبن في خوض هذه التجربة، بضرورة تنظيف المنطقة حول العينيين، ووضع حاجز بين الجلد والحشرة قبل لصقها. ولقيت أعمال "ياسمين" نجاحًا باهرًا على حسابها عبر "إنستجرام، إذ يتابعها حوالي 60 ألف شخص.
في الحروب

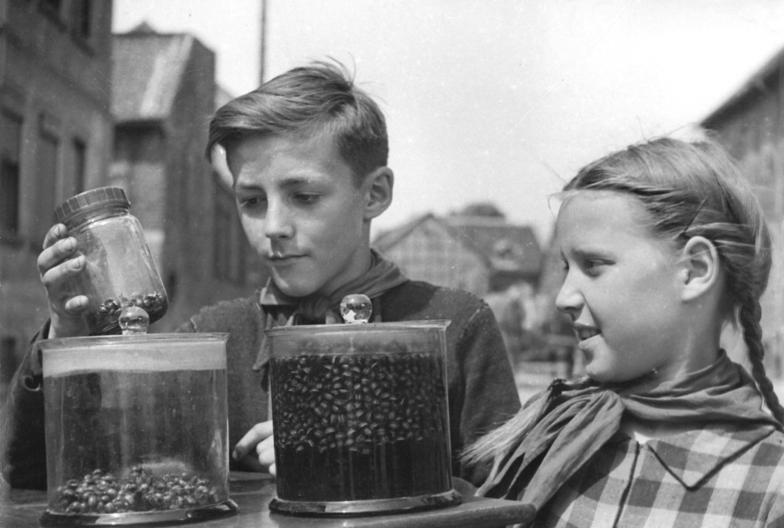
في الحرب ضد خنفساء البطاطس ، تم حث شباب شرق ألمانيا الشباب على جمع وقتل خنفساء بطاطس كولورادو.

الحرب البيولوجية التي تعتمد على الفيروسات والطفيليات والبكتيريا والحشرات كأسلحة ليست أمرًا جديدًا، فهي موجودة منذ زمن الرومان والإغريق كإحدى التكتيكات العسكرية.
كانت فيالق الرومان تستخدم النحل كسلاح، حيث كانت تقذفه في المناجيق على أسوار الأعداء. وبالتالي يصابون بالرعب، ليصبحوا غير قادرين على القتال، وحينها يصبحون هدفًا سهلًا للمدفعية الرومانية والرماة. وكذلك كان الرمان يقومون بوضع النحل في أواني طينية وتثبيتها في سفن الأعداء؛ الأمر الذي قد يجبر بعضهم على إلقاء أنفسهم في البحر. لكن الرومان أيضًا ذاقوا طعم المر من أسلحتهم، حين حاولوا اقتحام إحدى المدن اليونانية، ليلقي الجنود اليونانيون مئات من النحل عليهم. أما بعض القرى التركية فقد استخدمت العسل كسلاح ضد الغزو الروماني واليوناني، حيث كان يتم وضع العسل السام في خلايا يقوم جنود العدو بتذوقها وبالتالي إصابتهم بالقيء والتسمم، وقد أدى ذلك لموت الآلاف منهم. وفي واقعة أخرى كان الرومان على أهبة الاستعداد لاقتحام منطقة طرابزون في تركيا، فما كان من السكان إلا تجهيز العسل والذي يكون سامًا في أوقات معينة من السنة، وقاموا بوضعه في خلايا في الشوارع. فوقع جنود الرومان في الفخ وأكلوا العسل، وأصبحوا هدفًا للمقاتلين.
يتمتع النحل بحاسة شم عالية، بشكل مشابه للكلاب البوليسية. وفي حال كانت هناك حاجة لتغيير هذه الكلاب، فالمرشح الأول هو النحل. لقد أصبح الماريجوانا مشروعًا في كثير من دول العالم، واليوم يصعب بعد كل هذه السنوات تدريب الكلاب على العمل على كشف مخدرات محظورة أخرى كالكوكايين أو الهيروين. وقد أثبت العلماء أن النحل هو البديل الأنسب للكلاب للحصول على التدريب اللازم لها. وفي معظم التجارب استطاع النحل التمييز بين الكوكايين والهيروين، ما يجعل الأسهل على الشرطة حمله معها في نقاط التفتيش في المطارات.
داربا هي وكالة مشاريع البحوث الدفاعية المتطورة، وهي تابعة لوزارة الدفاع الأمريكية، تقوم بمشاريع مختلفة في مجال العلوم العصبية، والروبوتات، والبنادق المستقبلية، وكذلك طرق تسليح الحشرات. من بينها إدخال قطعة معدنية إلى أجزاء محددة في أجساد تلك الحشرات كالدماغ أو العضلات المسئولة عن الأجنحة وحركة الأطراف. وهذه القطعة مرتبطة بقطعة أخرى محمولة على ظهر الحشرة والتي تعمل كمرسل ومستقبل لإشارات راديوية إلى جانب إمدادات الطاقة.
ويمكن استخدام هذه الحشرات في مهمات الاستطلاع فوق أراضي الأعداء، والكشف عن المتفجرات، وكذلك في مهمات البحث والإنقاذ. وبوجود كاميرا وميكروفون مرفقة بالحشرات، فيستطيع المشغّلون تحديد مواقع الإرهابيين المختبئين في مكان ما.

## للمزيد من القراءة
- Hogue، James N. (2003). "Cultural Entomology". في Vincent H. Resh, Ring T. Cardé (المحرر). Encyclopedia of Insects. Academic Press. ص. 273–281. ISBN:0-08-054605-6. مؤرشف من الأصل في 2020-01-03.
- Marren, Peter؛ Mabey, Richard (2010). Bugs Britannica. Chatto & Windus. ISBN:978-0-7011-8180-2. مؤرشف من الأصل في 2020-06-17.
- Meyer-Rochow، V. B.؛ وآخرون (2008). "More feared than revered: Insects and their impact on human societies (with specific data on the importance of entomophagy in a Laotian setting)". Entomologie Heute. ج. 20: 3–25.
- Morris، Brian (2006) [2004]. Cultural Entomology. Berg. ص. 181–216. ISBN:978-1-84520-949-0. مؤرشف من الأصل في 2020-01-02. {{استشهاد بكتاب}}: |عمل= تُجوهل (مساعدة)

## وصلات خارجية
- The Cultural Entomology Digest
- Ethnoentomology journal
- هل يستفيد الإنسان من الحشرات ؟
- موقع زراعة نت
- حشرات أمريكا الشمالية مكتبة ضخمة من صور الحشرات. خاضعة لرخصة التشارك الإبداعي.
- Bug Bytes مكتبة من الملقات الصوتية الرقمية لأصوات الحشرات.
- INSECTS.org موقع حول الحشرات.
- الحشرات كطعام تأليف جين ديفوليارت، معلومات حول استخدام الحشرات كمصدر غذائي.
- تطور الحشرات وسجلها الأحفوري.
- أكتشافات: قدرات خفيه للحشرات
- مشروع شجرة الحياة.
- UF كتاب سجل الحشرات، سجل لأهم الحشرات في جميع الرتب.
- دليل الحشرات صور وتاريخ حياة لأهم سداسيات الأرجل وأهمها الحشرات.